# Huddles
Huddles (originalmente Byte, y posteriormente Clash) es un servicio de alojamiento de videos de formato corto estadounidense donde los usuarios pueden crear videos en bucle de 15 segundos. Fue creado por un equipo liderado por Dom Hofmann como sucesor de Vine, que él cofundó. Huddles se había denominado "Vine 2" durante las etapas de desarrollo, antes de que se pospusiera en 2018, y luego se reanudó como parte del proyecto "Byte". Después de un período de beta cerrada que duró tres años, se lanzó oficialmente para la mayoría de las plataformas iOS y Android el 24 de enero de 2020.
El 26 de enero del 2021, Clash (otra plataforma similar) anunció que adquiriría Byte, como resultado, ambas aplicaciones se fusionaron, conservando el nombre de Clash.

## Historia

### Vine
El predecesor de Byte, que se llama Vine, se fundó en junio de 2012. Fue adquirido con el nombre por Twitter en octubre de 2012. Se sometió a una actualización escalonada en iOS, Android y Windows Phone en gran parte de 2013. Twitter la cerró como una nueva plataforma independiente en enero de 2017, no permitía que se cargaran todos los videos nuevos, pero podía mantener el servicio dentro de la capacidad de los usuarios para ver el contenido cargado previamente desde el pasado.

### V2 y Byte
El cofundador de Vine, Dom Hofmann, anunció en diciembre de 2017 a través de un Tuit que tenía la intención de lanzar un sucesor de Vine. En ese momento, lo llamó "v2". En mayo de 2018, Hofmann publicó una actualización en el foro de la comunidad v2 titulada "Dar un paso atrás", anunciando que el proyecto estaba en espera. Entre otras cosas, dijo que la principal razón de esto eran "obstáculos financieros y legales". Describió que su intención era financiar el nuevo servicio él mismo como un proyecto personal, pero la atención que generó el anuncio sugirió que el costo de construir y ejecutar un servicio que fuera sostenible en el lanzamiento sería demasiado alto. En noviembre de 2018, Hofmann anunció que el proyecto avanzaba una vez más con nueva financiación y un equipo, bajo la nueva marca "Byte". En ese momento, el sitio web de Byte invitaba a los usuarios a registrarse para recibir actualizaciones y para que los creadores de contenido se unieran a su "programa de creadores".
Byte se lanzó oficialmente al público en las plataformas iOS y Android en más de 40 países el 24 de enero de 2020, con el lema "Primero, la creatividad".
Además, la compañía ha prometido un programa que intenta compensar a los creadores por su trabajo, diciendo que "Byte celebra la creatividad y la comunidad, y compensar a los creadores es una forma importante en la que podemos apoyar a ambos". 
Byte compite con TikTok y Likee, una plataforma similar para compartir videos de formato corto popular entre los adolescentes

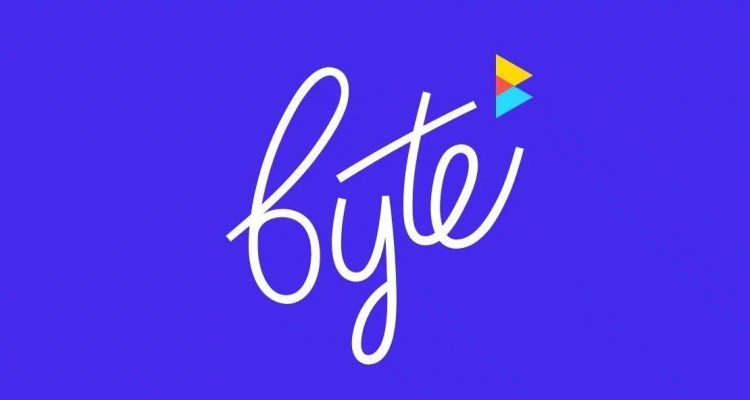
Logotipo propuesto,, usado desde 2018

## Críticas y controversias

### Privacidad y contenido
Al igual que con otras aplicaciones de video, Byte es condenada por la comunidad internacional por privacidad y contenido inapropiado. La gente dice que podría exponer a los niños a depredadores sexuales. Por eso, la función "Habilitar controles parentales" en Byte permite a los padres y tutores controlar o restringir el acceso de los usuarios jóvenes al contenido de Byte.

### Censura en China
En 2020, tras el gran cortafuegos de China continental, también era afectado este servicio de alojamiento de videos. Debido a que el gobierno chino lo consideró una "amenaza norteamericana". Después de que Estados Unidos prohibiera TikTok, China ha hecho lo mismo con Byte.

### Censura por contenido LGBTIQ+
En 2020, los responsables de la aplicación fueron acusados de censurar a las personas transgénero, y LGBTIQ+, por transmitir videos más atractivos. Ellos niegan esta información. Esto incluye la eliminación o algún tipo de bloqueo de contenido con expresiones de afecto entre personas del mismo sexo, como darse la mano o besarse.

## Funciones
Byte permite a los usuarios publicar videos de dos a dieciséis segundos de duración, ya sea capturados a través de la aplicación o previamente grabados y almacenados en sus dispositivos.
De manera similar a otras plataformas de redes sociales, Byte permite a los usuarios seguir otras cuentas. Las cuentas nuevas siguen automáticamente la cuenta oficial de Byte en su servicio. La pantalla de inicio principal presenta una fuente de contenido desplazable de las cuentas que sigue el usuario. La plataforma también admite la capacidad de "Me gusta" y "rebytear" videos.
La aplicación también cuenta con una pantalla de búsqueda con mosaicos de contenido popular y más reciente junto con categorías de video como Comedia, Animación y otros.